# Сколівська улоговина

Вигляд на Сколівську улоговину з гори Кудрявець (хребет Зелем'янка)

Сколівська улоговина — міжгірна улоговина в Українських Карпатах, у межах Сколівських Бескидів. Розташована в Сколівському районі Львівської області. В улоговині лежить місто Сколе. 
Довжина улоговини 3,5 км, ширина 1,5 км. Абсолютні висоти 420—450 м. Являє собою лінзоподібне розширення долини річки Опору в нестійких породах олігоценового флішу. Поперечний профіль асиметричний: розвинутий тільки лівобережний заплавно-терасовий комплекс (1—3 тераси). 
З південного заходу улоговину замикають хребти Парашка і Зелем'янка, з північного сходу — схили гори Добряна (824 м) і хребта Чудилів. 
На північному сході улоговина з'єднується невисоким перевалом (Тухольські ворота) з Верхньосиньовидненською улоговиною. Через Сколівську улоговину проходить автошлях М 06 і залізниця Львів — Мукачево.